# Sida rivulicola
Sida rivulicola är en malvaväxtart som beskrevs av Oskar Eberhard Ulbrich. Sida rivulicola ingår i släktet sammetsmalvor, och familjen malvaväxter. Inga underarter finns listade i Catalogue of Life.